# Křest ohněm (film, 2005)
Křest ohněm (v anglickém originále American Soldiers) je kanadský válečný film z roku 2005. Režisérem filmu je Sidney J. Furie. Hlavní role ve filmu ztvárnili Curtis Morgan, Zan Calabretta, Jordan Brown, Eddie Della a Paul Sturino.

## Obsazení
| Curtis Morgan     | Tyler Jackson |
| Zan Calabretta    | Delvecchio    |
| Jordan Brown      | Cohen         |
| Eddie Della       | Roy Pena      |
| Paul Sturino      | Dowdy         |
| Ben Gilbank       | Aikens        |
| Shaun Taylor      | Ron Stalker   |
| Brett Ryan        | Romeo         |
| Philippe Buckland | Carver        |